# L'Homme de la nuit (série télévisée)
Pour les articles homonymes, voir L'Homme de la nuit.
L'Homme de la nuit est une mini-série française en quatre épisodes de 52 minutes, réalisé par Juan Luis Buñuel et diffusé du 9 au 30 septembre 1983 sur Antenne 2. C'est une adaptation du roman de Gaston Leroux de 1910, Un homme dans la nuit.

## Fiche technique
- Réalisation : Juan Luis Buñuel
- Adaptation et dialogues : Jacques Armand d'après Gaston Leroux
- Musique : Jean Musy
- Durée : 4 épisodes de 52 minutes
- Date de première diffusion : Antenne 2, septembre 1983.

## Distribution
- Georges Wilson : Maxime Broom
- Claude Giraud : Frank[1]
- Véronique Delbourg : Maria
- Bulle Ogier : Marthe
- Pierre Clémenti : Ibn Asouam
- Jacqueline Adry
- Mathieu Barbey
- Sacha Briquet
- Jean-Claude Carrière
- Jean-Claude Charnay
- Greg Germain
- Arlette Gilbert
- Jacques Lalande
- Paola Lanzi
- Corinne Le Poulain
- Georges Lycan
- Guy Marchand
- Cécilia Regnani
- Louise Chevalier : Léontine